# Ed O'Neill
Pour les articles homonymes, voir O'Neill.
Ed O'Neill est un acteur américain, né le 12 avril 1946 à Youngstown, dans l'Ohio.
Il est surtout connu en France pour son rôle d'Al Bundy dans la série Mariés, deux enfants, pour lequel il a été nommé pour deux Golden Globes. Il est souvent choisi pour interpréter un détective ou un agent du FBI vétéran dans des films et séries.
Son dernier rôle est, de 2009 à 2020, celui du patriarche Jay Pritchett dans la série d'ABC, Modern Family. Sur cette série, il a gagné deux Screen Actors Guild Awards et a été nommé pour un Emmy Award.

## Biographie

### Naissance et famille
Edward O'Neill est né dans une famille catholique et irlandaise à Youngstown, dans l'Ohio. Sa mère, Ruth Ann (née Quinlan), était une femme d'intérieur et travailleuse sociale, et son père, Edward Phillip O'Neill Sr., était camionneur et ouvrier dans une aciérie. 

### Formation
Ed O'Neill est allé au lycée Ursuline High School et a continué ses études à l'Université de l'Ohio à Athens, Ohio, où il fut membre de la fraternité Delta Sigma Phi, et à l'Université d'État de Youngstown, où il joua au football américain.
Ed O'Neill fut signé par les Steelers de Pittsburgh en 1969 en tant que linebacker latéral. Il fut cependant libéré de son contrat avant le début de la saison NFL de 1969. Plus tard, dans Mariés, deux enfants, il joua une ancienne star de football dont la gloire n'excéda pas le lycée et qui ressassait constamment ses « jours de gloire » au lycée Polk High (« J'ai marqué quatre touchdowns dans un seul match » était une de ses répliques récurrentes). O'Neill fut également professeur de sciences sociales au lycée Ursuline High School de Youngstown, avant de devenir acteur.
C'est après avoir été remercié par les Steelers qu'Ed O'Neill retourna à l'Université d’État de Youngstown, où il fut l'un des premiers étudiants à participer au programme théâtral de l'école, nouveau à l'époque. En 1985, il fit diverses apparitions dans des spots publicitaires avant d'être choisi pour jouer le rôle du détective de la NYPD Jimmy « Popeye » Doyle dans une nouvelle série télévisée : Manhattan Connexion. Le premier épisode de deux heures reçut un bon accueil, et la performance d'O'Neill également, mais la série resta sans suite.

### Carrière
Ed O'Neill connut surtout la célébrité pour le rôle principal d'Al Bundy dans Mariés, deux enfants, série sur une famille dysfonctionnelle de Chicago. La série débuta le 5 avril 1987 et se conclut le 9 juin 1997, après pas moins de onze saisons.
Durant, et après le succès de Mariés, deux enfants, Ed O'Neill apparut dans de nombreux films, dont Bone Collector, Little Giants, et Dutch. Il fit également de courtes apparitions dans Wayne's World et Wayne's World 2. Il joua également les guest-stars dans la série Touche pas à mes filles, où il tint le rôle de l'ex-petit ami de Cate Hennessy (jouée par Katey Sagal, qui jouait sa femme, Peg Bundy, dans Mariés, deux enfants).
Il fut également choisi pour jouer le Sergent Joe Friday dans le remake d'une série de Jack Webb, Dragnet. La série fut créée par Dick Wolf et annulée par ABC durant sa seconde saison.
De 2009 à 2020, Ed O'Neill joue dans les onze saisons de la sitcom d'ABC Modern Family, où il tient le rôle du patriarche Jay Pritchett, un homme d'affaires remarié à une Colombienne.
Ed O'Neill est apparu dans une publicité pour la campagne de Barack Obama en 2008, reprenant pour l'occasion son personnage d'Al Bundy.
Le 30 août 2011, il a reçu son étoile sur le fameux Hollywood Walk of Fame.

### Vie privée
Côté vie privée, O'Neill est marié depuis 1986 avec l'actrice Catherine Rusoff. Ils s'étaient séparés en 1989, puis réconciliés en 1993. Ils ont eu deux filles, Sophia en 1996 et Claire en 1999.
Ed O'Neill est ceinture noire de Jiu-jitsu brésilien.

## Filmographie

### Cinéma
- 1980 : La Chasse : Détective Schreiber
- 1980 : Les Chiens de guerre : Terry
- 1982 : Supervisors : Stanley
- 1989 : Désorganisation de malfaiteurs : George Denver
- 1989 : Chien de flic : Brannigan
- 1990 : Les Aventures de Ford Fairlane : le lieutenant Amos
- 1990 : L'Amour dans de beaux draps : Wilbur Meany
- 1991 : Sacré sale gosse : Dutch Dooley
- 1992 : Wayne's World : Glen
- 1993 : Wayne's World 2 : Glen
- 1994 : Blue Chips : Ed
- 1994 : Les Petits Géants : Kevin O'Shea
- 1997 : Prefontaine : Bill Dellinger
- 1997 : La Prisonnière espagnole : Le chef de l'équipe du FBI
- 1999 : Bone Collector : Détective Paulie Sellitto
- 2000 : Le Bon Numéro : Dick Simmons
- 2001 : Nobody's Baby : Norman Pinkney
- 2004 : Spartan : Burch
- 2005 : Steel Valley : Cardone
- 2008 : Redbelt : Le producteur
- 2010 : Lost Masterpieces of Pornography : le juge
- 2012 : Les Mondes de Ralph : M. Litwak (voix)
- 2016 : Le Monde de Dory : Hank, le poulpe (voix)

### Télévision
- 1970 : La Force du destin
- 1980 : The Day the Women Got Even : Ed
- 1981 : Another World : Lenny (2 épisodes)
- 1982 : Farrell of the People : Détective Jay Brennan
- 1983 : When Your Lover Leaves : Mack Sher
- 1984 : Deux flics à Miami : Arthur Lawson et Artie Rollins (1 épisode)
- 1985 : Rick Hunter : Dan Colson (1 épisode)
- 1985 : Braker : Danny Buckner
- 1985 : Equalizer : Le docteur (1 épisode)
- 1986 : A Winner Never Quits (en) : Whitey Wyshner
- 1986 : Manhattan Connexion : Popeye Doyle
- 1986 : Spenser : Buddy Almeida (1 épisode)
- 1987 : Right to Die
- 1987 : Jack Killian, l'homme au micro : Hank (1 épisode)
- 1987-1997 : Mariés, deux enfants : Al Bundy (260 épisodes)
- 1988 : Police Story : Gladiator School : Sergent Stanley Bivens
- 1990 : A Very Retail Christmas : Max Crandall
- 1991 : The Whereabouts of Jenny : Jimmy O'Meara
- 1991 : Top of the Heap (en) : Al Bundy (1 épisode)
- 1993 : Nick's Game : Ron Hawthorne
- 1994 : In Living Color (1 épisode)
- 1995 : W.E.I.R.D. World : Dr Monochian
- 2000 : Le 10e Royaume : Relish le roi des Trolls
- 2001 : Big Apple : Détective Michael Mooney
- 2003-2004 : Dragnet : Lieutenant Joe Friday (22 épisodes)
- 2004 : In the Game : Buzz
- 2004-2005 : À la Maison-Blanche : Gouverneur Eric Baker (4 épisodes)
- 2005 : Touche pas à mes filles : Matt (1 épisode)
- 2006 : Inseparable : Alan
- 2006 : Twenty Good Years : Brock Manley (1 épisode)
- 2006 : The Unit : Commando d'élite : William Partch (1 épisode)
- 2007 : John from Cincinnati : Bill Jacks (10 épisodes)
- 2009-2020 : Modern Family : Jay Pritchett (250 épisodes)
- 2011 : Kick Kasskoo (Kick Buttowski: Suburban Daredevil) : Grand-père (1 épisode)
- 2012 : Les Pingouins de Madagascar : Orson (1 épisode)
- 2019 : Weird City (en) : Burt
- 2024 : Clipped (mini-série) : Donald Sterling

## Voix francophones
En France, Michel Dodane, est la voix régulière d'Ed O'Neill depuis la deuxième saison de Mariés, deux enfants. Jean-François Aupied et François Siener l'ont également doublé à deux reprises chacun.
| - Michel Dodane, dans : - Mariés, deux enfants (série télévisée, 2e voix) - Les Petits Géants - Le 10e Royaume (mini-série) - Le Bon Numéro - Big Apple (série télévisée) - Touche pas à mes filles (série télévisée) - Dragnet (série télévisée) - Modern Family (série télévisée) - Clipped (série télévisée) - Jean-François Aupied dans : - Wayne's World - Wayne's World 2 - François Siener dans : - Bone Collector - Spartan | Et aussi - Sady Rebbot (*1935 - 1994) dans La Chasse - Jacques Richard (*1931 - 2002) dans Les Chiens de guerre - Daniel Russo dans Rick Hunter (série télévisée) - Daniel Gall (*1938 - 2012) dans Désorganisation de malfaiteurs - Marc de Georgi (*1931 - 2003) dans Chien de flic - Patrick Préjean dans Les Aventures de Ford Fairlane - Jean-Claude Montalban dans Mariés, deux enfants (série télévisée, 1re voix) - Michel Derain dans L'Amour dans de beaux draps - Jacques Frantz (*1947 - 2021) dans Sacré sale gosse - Philippe Peythieu dans Blue Chips - Daniel Beretta (*1946 - 2024) dans À la Maison-Blanche (série télévisée) - Jean-Pierre Moulin dans John from Cincinnati (série télévisée) - Philippe Lellouche dans Le Monde de Dory (voix) - Patrice Melennec dans Les Mondes de Ralph (voix) |

Au Québec